# Pacchetto (MacOS)
Un pacchetto nel sistema operativo macOS è una cartella che nel Finder appare come un file.
Lo scopo del pacchetto è di organizzare in una struttura gerarchica le risorse necessarie al pacchetto stesso, facilitando quindi la gestione di documenti o progetti complessi. 
Sebbene condivida molte caratteristiche comuni, il pacchetto può differire da un bundle. Alcuni tipi di bundle però si comportano come se fossero pacchetti, ad esempio i bundle applicazione.
Quando si apre un pacchetto questo viene eseguito, o nel caso di pacchetti documento, viene aperta l'applicazione abbinata, esattamente come succede con i file. Rimane comunque possibile esplorare il contenuto e la struttura direttamente dal Finder, tramite un'opzione dedicata.

## Pacchetti Documento
I pacchetti documento sono ampiamente usati in macOS. Tra i più diffusi ci sono i file RTF con immagini, che possiedono l'estensione di file .rtfd o i file parzialmente scaricati in Safari, che possiedono l'estensione .download. In iMovie HD, iDVD, GarageBand, i progetti sono anch'essi dei pacchetti documento. Lo stesso vale per i documenti di Pages, Keynote e Numbers. Logic Pro offre la possibilità di salvare i progetti sia in una struttura directory in chiaro, sia in un pacchetto documento di eguale organizzazione.
Anche Vmware Fusion include in un unico pacchetto diverse risorse necessarie al funzionamento della macchina virtuale, come le impostazioni, l'immagine disco, il file della memoria, gli snapshot.